# Guido Depraetere
 (juin 2019).
Si vous disposez d'ouvrages ou d'articles de référence ou si vous connaissez des sites web de qualité traitant du thème abordé ici, merci de compléter l'article en donnant les références utiles à sa vérifiabilité et en les liant à la section « Notes et références ».
Guido Depraetere, né le 26 novembre 1946 à Izegem et mort d'un cancer le 12 août 2006  à Roulers, est un producteur de télévision belge. Il est l'un des deux créateurs, avec Mike Verdrengh, de la chaîne privée flamande VTM.